# Liste der Biografien/Witm
Liste der Biografien |
Portal Biografien |
Personensuche
# |
A |
B |
C |
D |
E |
F |
G |
H |
I |
J |
K |
L |
M |
N |
O |
P |
Q |
R |
S |
T |
U |
V |
W |
X |
Y |
Z |
?
 
Wa |
Wc |
Wd |
We |
Wh |
Wi |
Wj |
Wl |
Wn |
Wo |
Wr |
Ws |
Wt |
Wu |
Ww |
Wy |
Wz
 
Wia |
Wib |
Wic |
Wid |
Wie |
Wif |
Wig |
Wih |
Wii |
Wij |
Wik |
Wil |
Wim |
Win |
Wio |
Wip |
Wir |
Wis |
Wit |
Wiv |
Wiw |
Wix |
Wiz
 
Vorlage:Liste der Biografien/Wit
Die Liste der Biografien führt alle Personen auf, die in der deutschsprachigen Wikipedia einen Artikel haben. Dieses ist eine Teilliste mit 8 Einträgen von Personen, deren Namen mit den Buchstaben „Witm“ beginnt.

## Witm

### Witme
- Witmer, Denison, amerikanischer Singer-Songwriter
- Witmer, John, US-amerikanischer Biathlet
- Witmer, Lawrence M. (* 1959), US-amerikanischer Paläontologe
- Witmer, Lightner (1867–1956), US-amerikanischer Psychologe
- Witmer, Natalia (* 1989), deutsche Schauspielerin
- Witmer-Ferri, Silvia (1907–1993), Schweizer Architektin
- Witmeur, Pascal (* 1955), belgischer Autorennfahrer

### Witmo
- Witmond-Berkhout, Anna Christina (1870–1899), niederländische Schriftstellerin